# Trentino Rebo
Il Trentino Rebo è un vino DOC la cui produzione è consentita nella provincia di Trento.

## Caratteristiche organolettiche
- colore: rosso rubino
- odore: gradevole ed accentuato
- sapore: secco, gradevole, armonico

## Abbinamenti consigliati
Si può abbinare a primi piatti saporiti ed a secondi piatti sia semplici che impegnativi ad una temperatura di circa 16 °C.

## Produzione
Provincia, stagione, volume in ettolitri
- Trento  (1996/97)  227,25